# 九州急行フェリー
九州急行フェリー株式会社（きゅうしゅうきゅうこうフェリー）は、貨物専用フェリーを運航していた会社。

## 概要
商船三井グループのカーフェリー航路網計画「オレンジファンネルグループ」を構成する一社として当初東京 - 大分 - 苅田航路を受け持つ企業として計画され、その後福岡県苅田町の日産自動車九州工場からの完成車輸送を主目的としたフェリー航路の運営を目的として設立、当初は船舶建造費の高騰を受けて大洋フェリーの船舶を転属させて就航させる計画とした。2007年に商船三井フェリーに吸収合併。

## 沿革
- 1974年 会社設立
- 1977年 東京 - 苅田航路で営業開始。
- 1979年 フジフェリーの東京 - 松阪航路の営業権を取得。東京 - 苅田航路を週2往復中1往復松阪に寄港する形とした[4]。
- 1981年4月 - 東京 - 松阪間の旅客運航を休止[5]。
- 1982年3月 - 東京 - 松阪間の旅客運航を廃止[5]。
- 1983年
  - 商船三井が資本参加
  - 東京 - 苅田航路を追浜 - 苅田航路に変更[1]。
- 1991年 御前崎港寄港開始。
- 1997年7月26日 - 追浜港へ航行中の「やまと丸」が紀伊半島沖にて台風9号による大波を受け船橋が浸水、船長ら3名が死亡[6]。
- 2002年
  - 商船三井が日産自動車の保有株式を全て買い取る
  - 大分港寄港開始。
- 2007年 商船三井フェリーと合併・消滅。

## 航路
- 追浜港→御前崎港→苅田港→大分港→追浜港

## 船舶
譲渡船舶
- むさし丸（2代目）
  - 2003年9月竣工、10月4日就航。13,927総トン、全長166.03m、幅27.0m、航海速力23.0ノット、出力23,000馬力。
  - 車両積載数：12mトラックシャーシ160台・乗用車120台[7]。
- やまと丸→みやこ丸(2代)
  - 1997年1月竣工、3月就航。8,015総トン、全長156.82m、幅24.0m、航海速力20.8ノット。
  - 車両積載数：トラック122台。
  - 1997年の台風による死傷事故に伴い「みやこ丸」に改名。

過去の船舶
- ぺがさす
  - 1973年竣工、元大洋フェリー船。7,167総トン、全長140.9m。林兼造船下関工場建造。
  - 1977年就航、1979 - 81年旅客取り扱い実施、1983年引退。
- 日産みやこ丸→みやこ丸(初代)
  - 1983年竣工、6,531総トン[8]、全長130.0m。内海造船瀬戸田工場建造[8]。1997年引退。
- 日産むさし丸→むさし丸(初代)[9]
  - 1991年竣工、7,389総トン、全長145.62m、幅24.0m、航海速力20.8ノット。内海造船瀬戸田工場建造。
  - 車両積載数：12m型トレーラーシャーシ121台[1]。1991年度シップ・オブ・ザ・イヤー受賞。2003年引退、その後上海スーパーエクスプレスに転属し「SHANGHAI SUPER EXPRESS」に改称[10]、2015年まで運航。